# ラハイナ・カアナパリ・アンド・パシフィック鉄道
ラハイナ・カアナパリ・アンド・パシフィック鉄道（ラハイナ・カアナパリ・アンド・パシフィックてつどう、英: Lahaina, Kaanapali and Pacific Railroad、LKPRR）は、シュガーケイントレインまたはシュガートレイン（さとうきび列車）とも呼ばれる。
アメリカ合衆国ハワイのマウイにある保存鉄道であるが現在は運行されていない。

## 概要

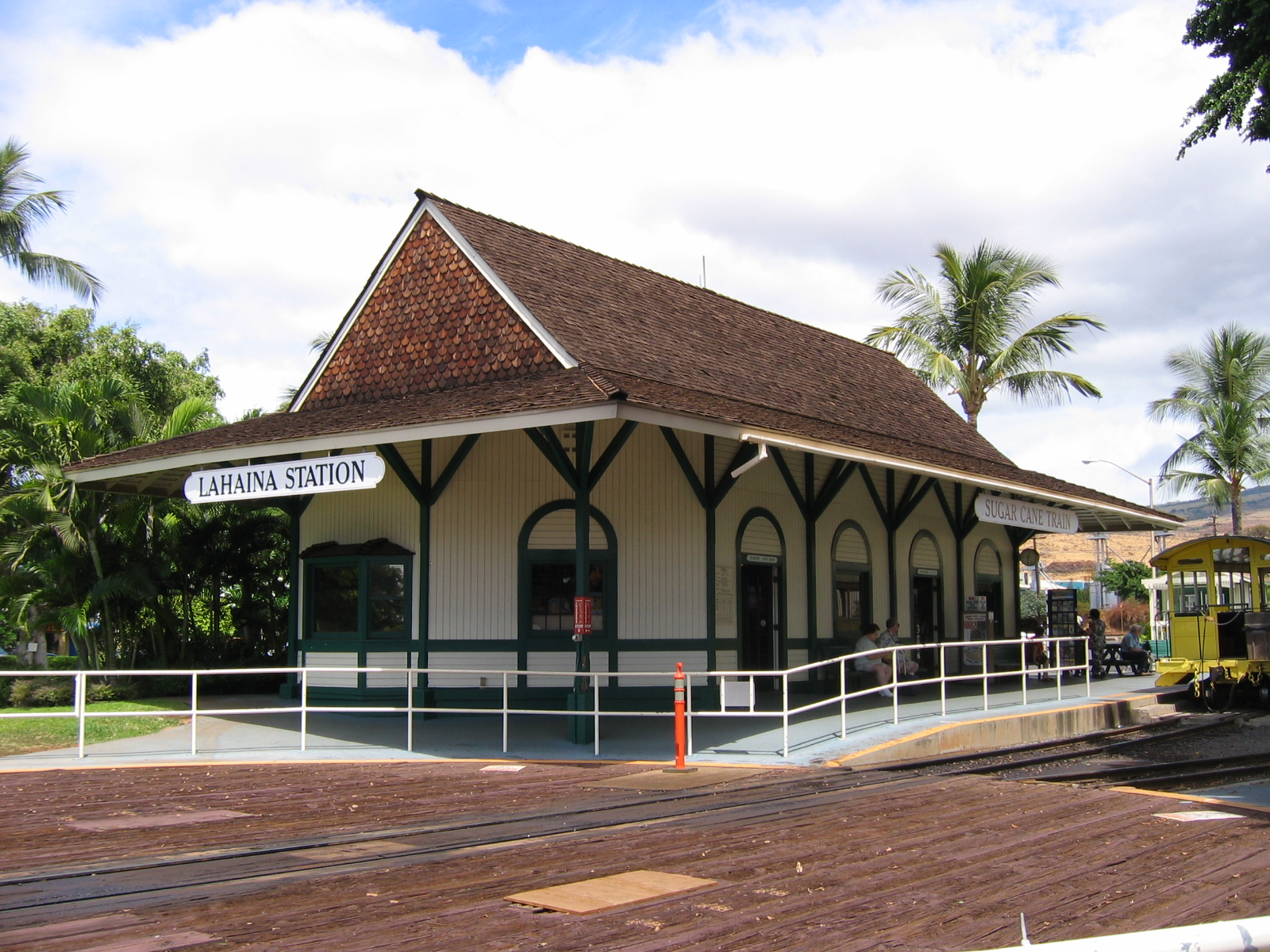
ラハイナ駅

914 mm（3 ft）狭軌鉄道で、ラハイナとカアナパリとプウコイリの6マイル（9.7 km）の区間（所要時間40分）を蒸気機関車が牽引する観光列車が走行する。車内ではナレーターが、観光中に興味のある場所をアナウンスする。
約100メートル（325フィート）の湾曲した木製橋梁を渡り、その高さから近隣の島々と西マウイ山脈のパノラマの景色を眺めることができる。
1970年開業以降、500万人以上の観光客が利用していたが、現在は運行しておらず、鉄道車両はアレクサンダー&ボールドウィン砂糖博物館に展示されている。

## 歴史

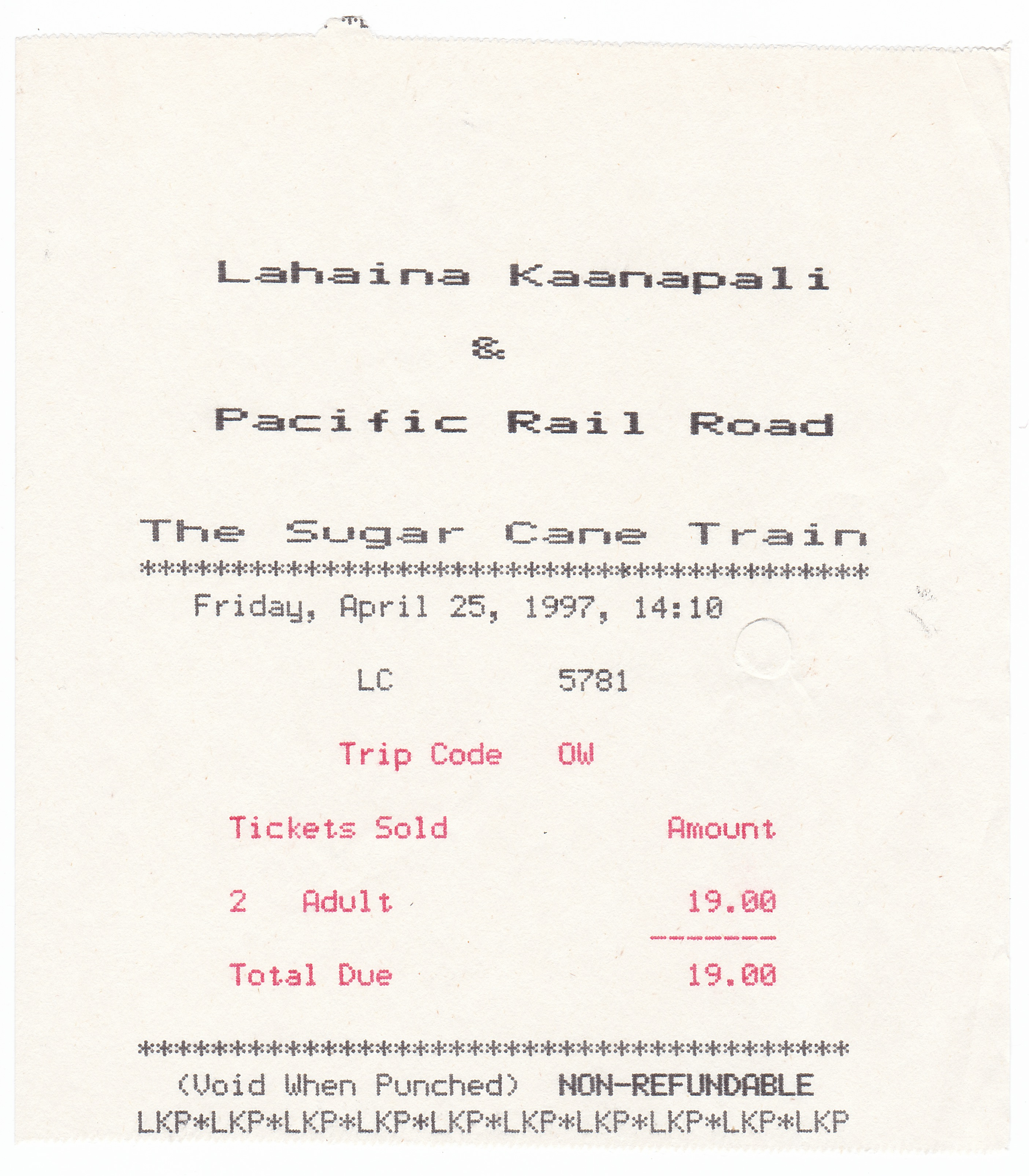
さとうきび列車の切符（1997年4月25日）

1970年に開通したラハイナ・カアナパリ・アンド・パシフィック鉄道は、当初建設されたカアナパリのサトウキビ畑からラハイナのパイオニアミルまで、サトウキビを運ぶために当初建設されたカフルイ鉄道の路線の一部である。
かつて、島にはサトウキビ畑と工場をつなぐ320km以上（200マイル以上）のレールが存在したが、トラック輸送の普及により1966年、カフルイ鉄道の使用は中止されていた。
1969年、A.W.マック・マッケルビーとマカイ・コーポレーションは、ハワイの歴史のためにシュガーケイントレインを観光列車として復活させた
。
2014年7月24日、同社
は、財政難により2014年8月1日に鉄道は閉鎖すると発表し、その会社は継続企業として売りに出されたが、
数か月後、マウイ島在住のクレイグ・ヒルのオーナーであるマウイコンシェルジュサービスによって経営が引き継がれた。
ラハイナで最も有名なアトラクションであるシュガーケイントレインを維持する必要があるとヒルは感じていた。現在、シュガーケイントレインは、カナパリの短い区間を走る季節限定の「ホリデーエクスプレス」として11月下旬から12月25日まで運行。
同社は、シュガーケイントレインを復活させるため、3台すべての機関車を修理するとともに、事故を防ぐために踏切を追加する事も計画している。
古いレールは撤去され、新しいレールにも交換されている。2018年に運行が再開されると述べ、運行された唯一の観光列車は「ホリデーエクスプレス」のみであった。共同経営者であるラハイナのトッド・ドメックはインタビューで、シュガーケイントレインは2019年5月に完全な運行に戻ることを目指していると述べているが、運行されていない状況。

## ギャラリー

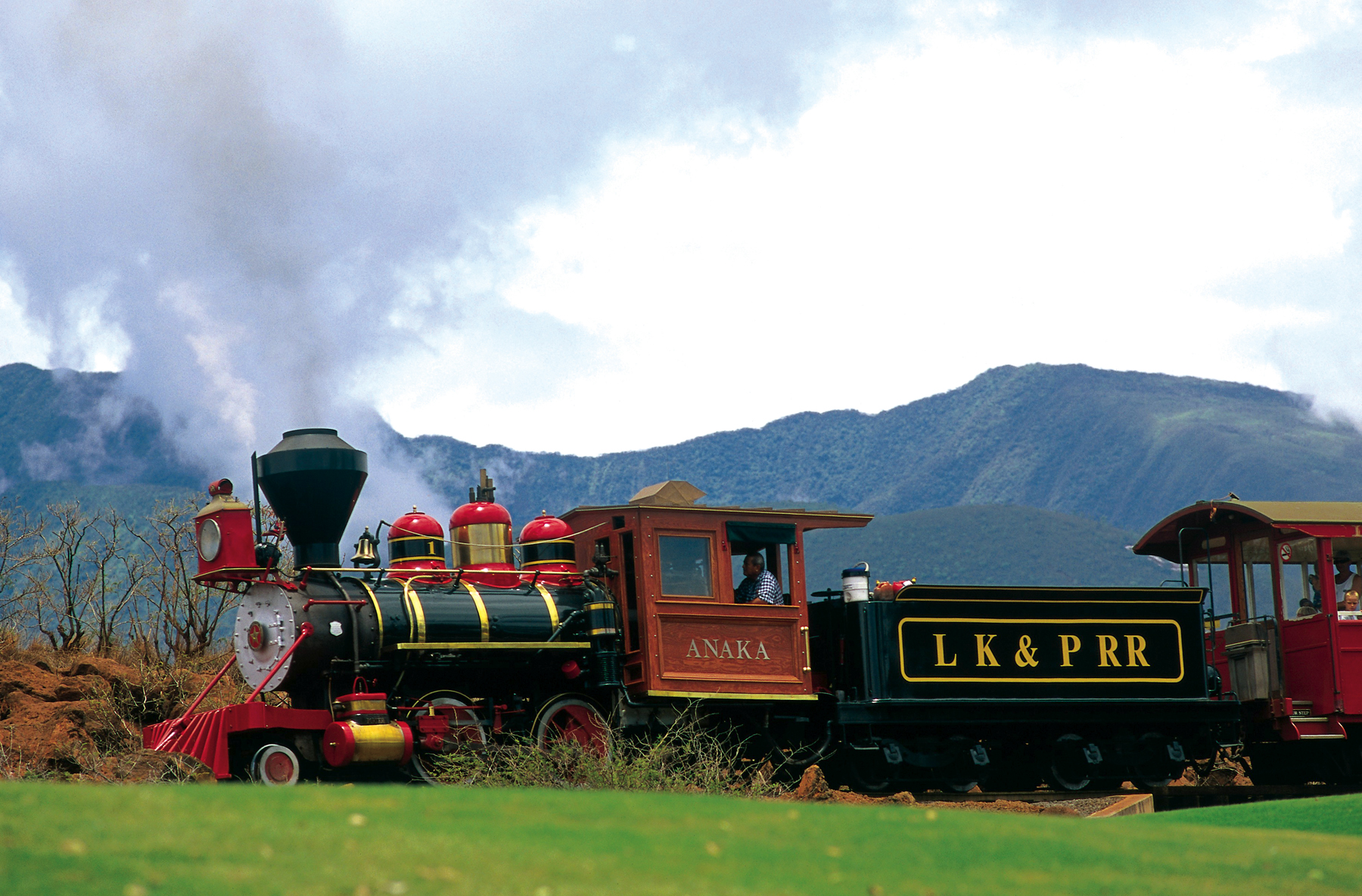
サトウキビ列車を牽引するNo.1アナカ
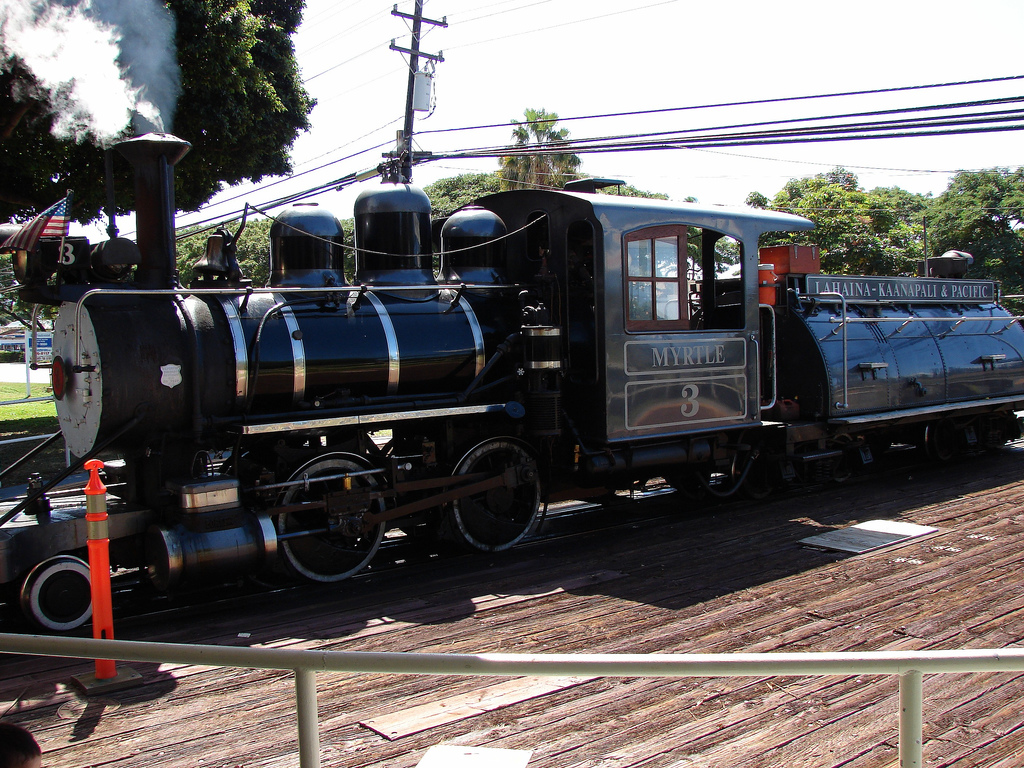
ラハイナにある転車台のNo.3 マートル
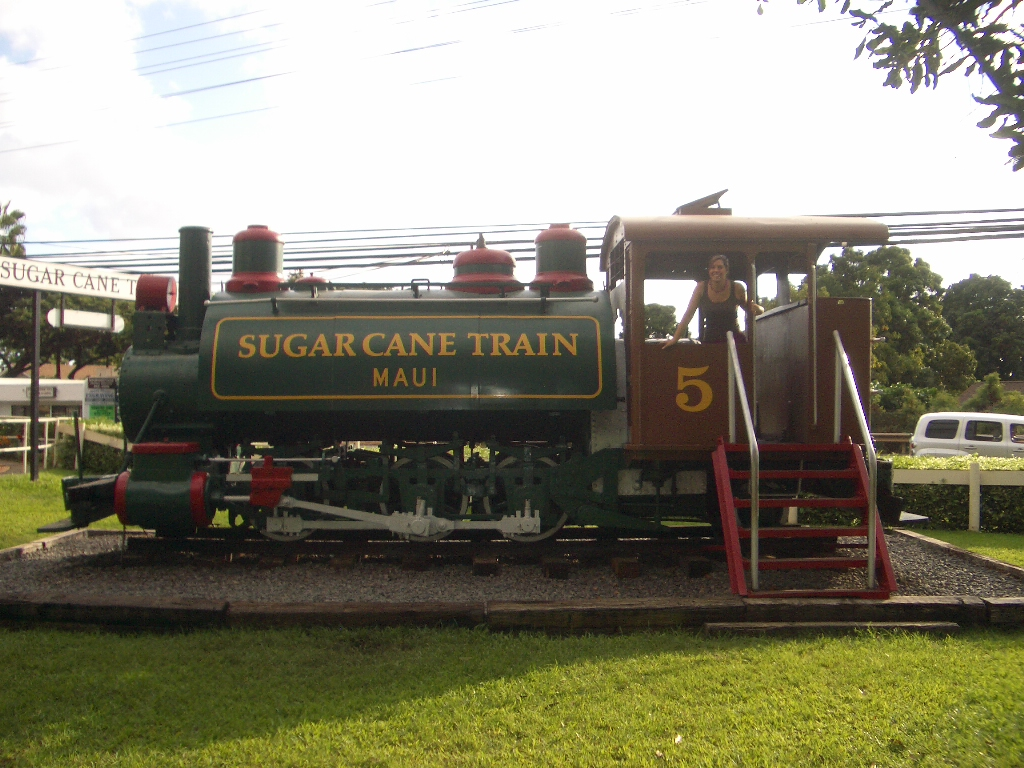
展示されているNo.5
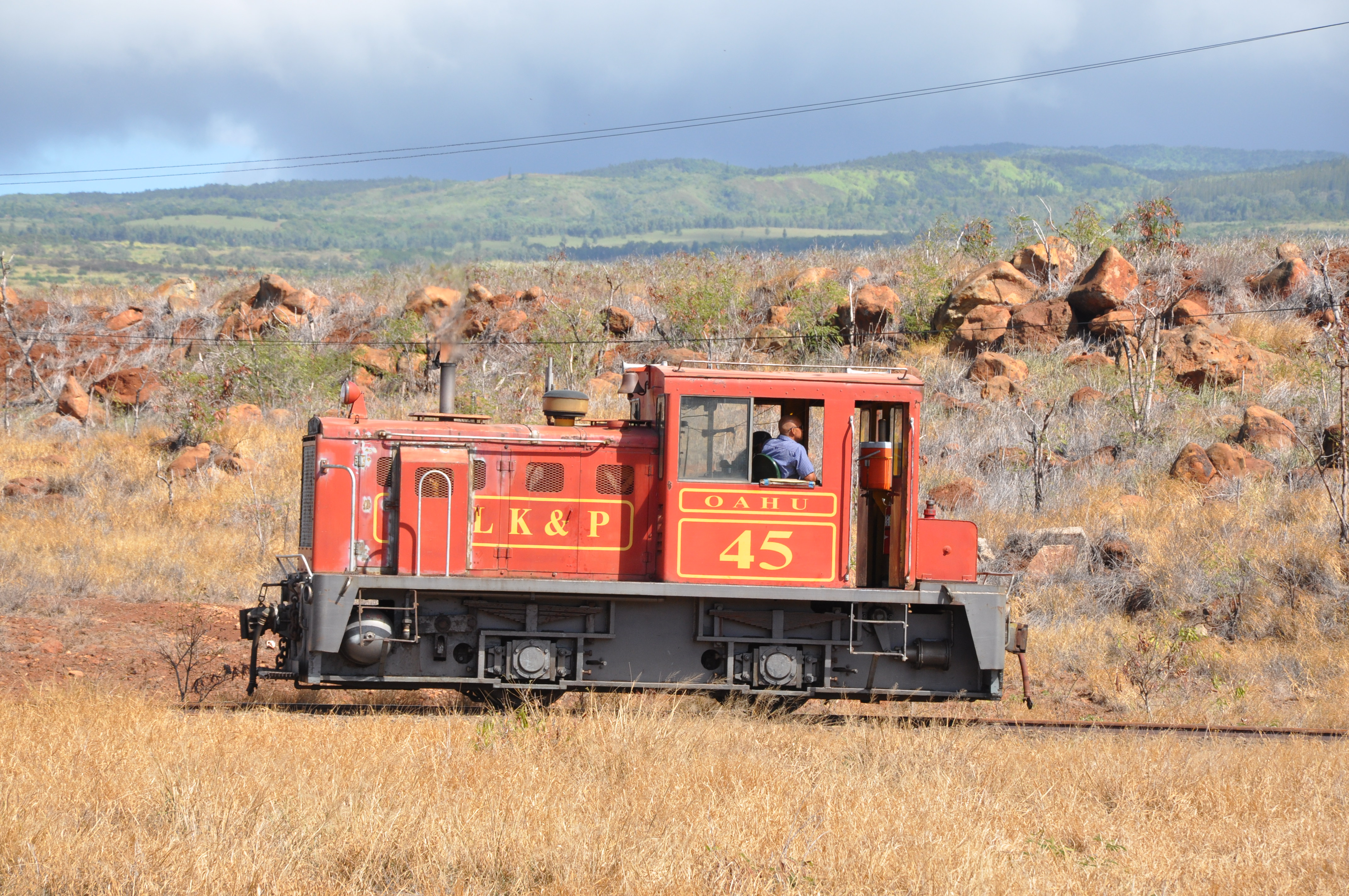
走行するNo.45 オアフ
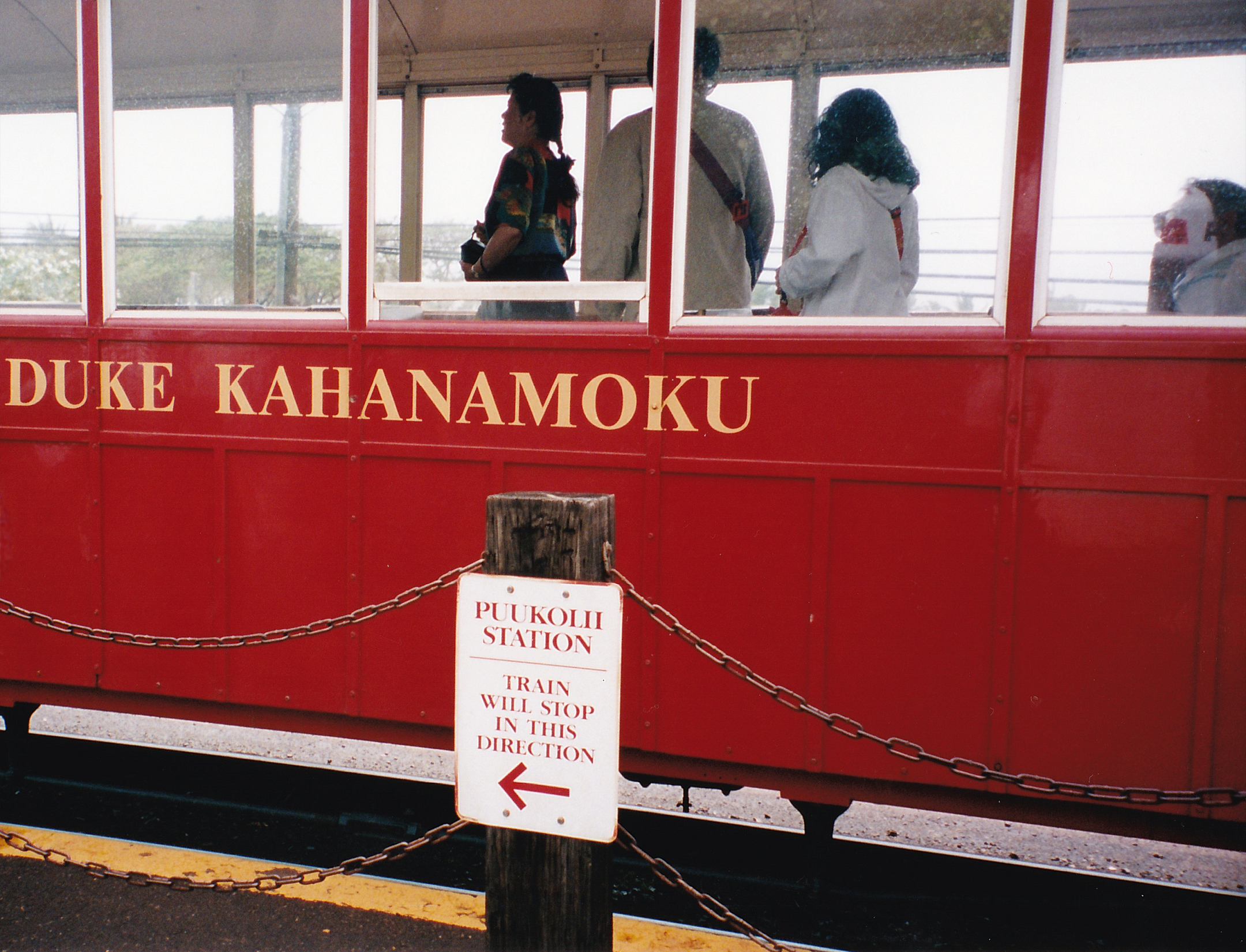
デューク・カハナモクの名前が入った車両